# Shaurya
Shaurya är en så kallad MRBM (Medium Range Ballistic Missile) ballistisk robot med medellång räckvidd. Roboten har utvecklats av den indiska försvarsforsknings- och utvecklingsorganisationen (DRDO) för användning av Indiens försvarsmakt. Den har en räckvidd på 750 km om stridsspetsen väger 1000 kg eller 1 900 km om den väger 180 kg. Stridsspetsen kan vara antingen konventionell eller bära kärnvapen.